# Шейново
Ше́йново (болг. Шейново) — село в Старозагорській області Болгарії. Входить до складу общини Казанлик.

## Населення
За даними перепису населення 2011 року у селі проживала 1871 особа.
Національний склад населення села:
| Національність   | Кількість осіб | Відсоток |
| ---------------- | -------------- | -------- |
| болгари          | 1015           | 64,5%    |
| цигани           | 287            | 18,2%    |
| турки            | 235            | 14,9%    |
| інша             | 23             | 1,5%     |
| не визначились   | 14             | 0,9%     |
| Всього відповіли | 1574           |          |

Розподіл населення за віком у 2011 році:
Динаміка населення: